# Клюквенная
Клюквенная — деревня в Щучанском районе Курганской области. Входит в состав Медведского сельсовета.

## История
До 1917 года входила в состав Чумлякской волости Челябинского уезда Оренбургской губернии. По данным на 1926 год деревня Монастырка состояла из 228 хозяйств. В административном отношении входила в состав Медведского сельсовета Щучанского района Челябинского округа Уральской области.
В 1964 году Указом Президиума ВС РСФСР деревня Монастырка  переименована в Клюквенную.

## Население
| 1989 | 2002 | 2010 |
| ---- | ---- | ---- |
| 137  | ↗143 | ↘121 |

По данным переписи 1926 года в деревне проживало 1213 человек (579 мужчин и 634 женщины), в том числе: русские составляли 99 % населения.